# Палладийдиторий
Палладийдиторий — бинарное неорганическое соединение, интерметаллид
палладия и тория
с формулой Th2Pd,
кристаллы.

## Получение
- Сплавление стехиометрических количеств чистых веществ:

{\displaystyle {\mathsf {Pd+2Th\ {\xrightarrow {1162^{o}C}}\ Th_{2}Pd}}}

## Физические свойства
Палладийдиторий образует кристаллы
тетрагональной сингонии,
пространственная группа I 4/mcm,
параметры ячейки a = 0,7308 нм, c = 0,5960 нм, Z = 4,
структура типа диалюминиймеди Al2Cu
.
Соединение конгруэнтно плавится при температуре 1162°C